# Torpedo Ladenburg
Torpedo Ladenburg (offiziell Heidelberger ERHC 1988 e.V. – Torpedo Ladenburg) ist eine deutsche Powerchair Hockey (früher Elektro-Rollstuhl-Hockey; kurz: E-Hockey) Mannschaft. Sie ist Rekordmeister der Powerchair Hockey-Bundesliga und Gründungsmitglied der 1. Bundesliga im Jahr 2005. Seit diesem Zeitpunkt wurden sie 8× Deutscher Meister. In ihrer Geschichte gewannen die Torpedos weit über 30 nationale und internationale Turniere und Meisterschaften. Damit gehören die Blauschwarzen, wie sie aufgrund ihrer Vereinsfarben auch genannt werden, zu den erfolgreichsten Mannschaften überhaupt in dieser Sportart.

## Geschichte

### Die frühen Jahre der Torpedos (1988–1998)
Im Rahmen einer E-Hockey AG an der Ladenburger Martinsschule wurde im Jahr 1986 den jungen Elektro-Rollstuhlfahrern die Möglichkeit geboten sich selbst sportlich zu betätigen. Die noch namenlose Mannschaft nahm im gleichen Jahr am ersten E-Hockey Turnier der Geschichte auf deutschem Boden in Neckargemünd teil. 1987 erreichte Ladenburg den 5. Platz beim 1. Rollstuhl-Hockey Turnier in München. Nach gut zwei Jahren veranstaltete die Schule 1988 ihr erstes eigenes Turnier, den Römer Cup. Dafür brauchte die Mannschaft natürlich einen Namen und man entschied sich für Torpedo. Warum es zu diesem Namen kam, wurde von einem Zeitzeugen wie folgt beschrieben: „Ein Torpedo trifft präzise sein Ziel und in diesem Namen steckt auch das Wort Tor, welches beim Powerchair Hockey zu erzielen gilt.“ Die Torpedos wurden beim 1. Römer Cup Vierter. Im selben Jahr erreichten sie beim 2. Internationalen Turnier von München Platz 7 und wurden 2. bei der Offenen Bayerischen Meisterschaft, die ebenfalls in München stattfand. Im Jahr 1990 holte man den 3. Platz bei den Turnieren in Debstedt und Olsberg. Als ersten Turniersieg der Geschichte holten die Torpedos den Munich Cup 1990 der Gruppe B (schwächer eingestufte Mannschaften). Ein Jahr später wurde man beim gleichen Turnier in der stärkeren Gruppe A Vierter. 1992 gelang dem Team der 4. Platz beim Crocodiles Cup in Emmendingen und der 3. Platz beim 6. Internationalen Turnier in München. Im Jahr 1993 holten die Torpedos den 2. Platz beim eigenen Römer Cup. 1994 folgten dann der Turniersieg beim Crocodiles Cup in Emmendingen und der 4. Platz beim internationalen 2. Tollense Cup in Neubrandenburg. Beim Römer 1996, wo gleichzeitig auch die Deutsche Meisterschaft vergeben wurde, erreichten die Gastgeber Platz 3. Bei der Deutschen Meisterschaft 1997 in Essen erreichte man Rang 3. Im gleichen war es dann endlich so weit, Torpedo Ladenburg gewann erstmals in seiner Geschichte ein internationales Turnier, nämlich das in Leiderdorp/Niederlande. In all den Jahren hatten sich die Torpedos in Deutschland und dem benachbarten Ausland einen Namen gemacht. Dabei wurden sie unterstützt von einer Vielzahl von Lehrern und Zivildienstleistenden der Martinsschule, sowie freiwilligen Helfern, welche ehrenamtlich tätig waren.

### Torpedo Ladenburg bei der KSG Heddesheim e.V. (1998–2000)
Nachdem die Torpedos bislang stets in der Sporthalle der Martinsschule trainierten, so wechselten sie fortan in eine Sporthalle in Wieblingen, um auch anderen E-Rollstuhlfahrern aus der Region die Chance zu geben, Elektro-Rollstuhl-Hockey, wie die Sportart damals noch hieß, zu spielen. Einige Spieler kamen hinzu, andere verließen die Mannschaft aus persönlichen Gründen. Schließlich gelang der Mannschaft 1998 noch einmal der 3. Platz bei der Deutschen Meisterschaft in Lohmen. Gegen Ende des Jahres trat Torpedo Ladenburg in den Verein KSG Heddesheim e.V. ein, um bessere Möglichkeiten zu haben, auf Dauer bestehen zu können, denn schließlich waren viele Spieler selbst nicht mehr an der Martinsschule aktiv. Leider waren die Vorstellungen beider Parteien zu unterschiedlich und so ging man knapp zwei Jahre später wieder getrennte Wege. In dieser Zeit war Torpedo Ladenburg recht erfolgreich und schafften es immer wieder, bei Turnieren einen der drei vorderen Plätze zu sichern. Dabei war der Sieg beim 1. Euro Cup in Güstrow 1999, einem großen internationalen Turnier, sicher das Highlight dieser Zeit. Ebenso wurde man ein Jahr später Deutscher Vize-Meister. Weniger erfolgreich verlief hingegen der Franz-Beckenbauer Cup 2000 in München, bei dem unsere Mannschaft nur den 7. Platz errang. Auch die Teilnahme an der niederländischen Super League war für das junge Team eine wichtige Erfahrung. Die Vorrunde der Saison 1999/2000 schloss man auf Platz 7 ab, konnte aber die Relegationsrunde als Gruppenerster gewinnen.

### Die vereinslose Zeit (2000–2005)
Nach der Trennung erlebten die nun vereinslosen Torpedos eine recht erfolgreiche Zeit. Insbesondere der neue Trainer Deniz Genc, ehemaliger Zivildienstleistender an der Martinsschule, formte aus dem Team eine Spitzenmannschaft, das zahlreiche internationale Turniere wie z. B. das internationale Turnier in Zürich 2002, den selbstausgerichteten Römer Cup 2002 oder den Euro Cup 2003 gewinnen konnte. Doch bis 2002 die Arbeit erste Früchte trug, mussten die Torpedos auch Enttäuschungen erleben, z. B. der 6. Platz bei der Deutschen Meisterschaft in Bad Kreuznach 2001. Mit fortlaufender Zeit wurden die Probleme der Gruppe immer größer, denn ohne einen Verein mit Halle war ein regelmäßiges Training kaum zu realisieren. Sie trafen sich kurz vor Turnieren und veranstaltete Trainingslager, doch es wurde immer schwerer, sich gegen vermeintlich schwächere Gegner durchzusetzen. 2004 wurde man aber noch einmal Deutscher Vize-Meister in Sprendlingen.

### Torpedo Ladenburg beim Athletic Club 1892 Weinheim e.V. (2005–2013)
Glücklicherweise fand die Mannschaft im Jahr 2005 mit dem Athletik Club 1892 Weinheim e.V. einen Verein, der sich den Problemen annahm und die Torpedo Ladenburg die Möglichkeit gab, wieder regelmäßig zu trainieren. Der Erfolg ließ nicht lange auf sich warten. Die Torpedos gewannen in der Saison 2005/2006 erstmals die Deutsche Meisterschaft in der neugegründeten 1. ERH-Bundesliga. Ab dem 1. April 2006 wurde das Elektro-Rollstuhl-Hockey beim AC Weinheim eine eigene Abteilung, was der Gruppe ein größeres Maß an eigenständigen Entscheidungen ermöglichte. Die Torpedos nutzen von nun an jede sich bietende Trainingsmöglichkeit und der Transfer von Paul Emmering aus Ludwigshafen war der letzte Mosaikstein zu einer absoluten europäischen Topmannschaft. Dank der finanziellen Unterstützung zogen die Torpedos aus und nahmen an fast jedem internationalen Turnier quer durch Europa teil, welche auch oft gewonnen wurden. In Deutschland entwickelte man sich schnell zu einer Übermacht. Nach dem ersten Titel folgten vier weitere Meisterschaften in Serie, davon wurden die Saisons 2006/2007 und 2009/2010 mit der maximalen Punktzahl beendet. Ebenso gewann Torpedo Ladenburg zweimal den Champions Cup (vergleichbar mit dem Europapokal der Landesmeister), insgesamt sechs Mal den Euro Cup und viele weitere renommierte Turniere.
In der Saison 2010/2011 verpasste die Mannschaft erstmals den Meistertitel, da sie krankheitsbedingt nicht am ersten Spieltag teilnehmen konnte. Auch wenn am Ende nur ein Punkt zur Meisterschaft fehlte, war der Rückstand einfach zu groß. Doch bereits in der darauffolgenden Saison holten sich die Ladenburger den Titel zurück und feierten ihre sechste Deutsche Meisterschaft, die sie allerdings unter dem Namen AC 92 Weinheim errangen. Durch den gestiegenen Bekanntheitsgrad und der immer größer werdenden finanziellen Unterstützung seitens des Vereins wollte der AC Weinheim, dass die Gruppe den Teamnamen Torpedo Ladenburg ablegt. Dies führte zu großen Spannungen in der Mannschaft. Das Team drohte auseinanderzufallen, was aber keiner wirklich wollte. Also wurde die Reißleine gezogen und entschieden aus dem AC Weinheim zum Ende der Saison 2012/2013 auszutreten, was in beiderseitigem Einvernehmen freundschaftlich erfolgte.

### Torpedo Ladenburg als eingetragener Verein (2013–heute)
So gründeten sie einen eigenen Verein, welcher als ERHC Rhein-Neckar 1988 e.V. – Torpedo Ladenburg am 20. Juli 2012 eingetragen wurde. Als Vereinsfarben wurden blau und schwarz festgelegt. Natürlich bedeutete dieser Schritt zunächst einmal ein Schritt in eine ungewisse Zukunft, doch er bot auch Chancen die Nachwuchsförderung wieder zu intensivieren und zur eigenen Identität zurückzufinden. Finanziell stand man erstmal mit wenig da und eine Halle war auch noch nicht in Sicht. Aufgrund der engagierten Arbeit der Vereinsführung gab es aber schon bald erste Erfolge zu berichten. In der Saison 2013/2014 gewann das Team seine 8. Deutsche Meisterschaft, doch die Dominanz früherer Tage war weg. Um gesichert eine feste Trainingshalle und die Unterstützung durch die Stadt Heidelberg zu erhalten, entschieden sich die Mitglieder des Vereins diesen in Heidelberger ERHC 1988 e.V. – Torpedo Ladenburg umzubenennen. Auch wenn es sportlicher nicht mehr auf nationaler Ebene zum Titel reichen sollte, so gelangen den Blauschwarzen immerhin Siege auf international renommierten Turnieren wie dem von Varese 2015, Zürich 2016 und Prag 2017.
Nach dem Coronabedingten Ausfall der Saison 2019/20 und 2020/21 pausiert die Mannschaft in der Bundesliga-Saison 2021/22. Als Torpedo Turicum nimmt sie aber am Spielbetrieb in der Schweizer Nationallig A teil.

## Rekord
Torpedo Ladenburg hält nicht nur den Rekord für die meisten Deutschen Meisterschaften in der Bundesliga-Geschichte, sondern hat seit dem Jahr 2001 in jedem Jahr mindestens eine Meisterschaft oder ein Turnier gewonnen. Dies ist die längste Siegesserie weltweit im Powerchair-Hockey.

## Vereinsführung und Betreuerstab
(Stand: 1. Juni 2017)
| Funktion        | Name               |
| --------------- | ------------------ |
| 1. Vorsitzender | Paul Emmering      |
| 2. Vorsitzender | Veronica Conceicao |
| Trainer         | Deniz Genc         |

## Kader der Saison 2024/2025
| 01 | Olga Diehl      |  |
| 11 | Johannes Kaliga |  |
| 21 | Fabian Fleitz   |  |

| 12 | Karolin Nagel    |  |
| 15 | Linda Kirsch     |  |
| 16 | Nia Robies       |  |
| 22 | Jörg Diehl       |  |
| 24 | Valentin Schwarz |  |

| 07 | Nelson Braillard         |  |
| 08 | Veronica Conceicao       |  |
| 13 | Lukas Kankanam-Pathirage |  |
| 14 | Lukasz Hohfeld           |  |
| 20 | Jessica Aksu             |  |
| 53 | Tim Treidy               |  |
| 89 | Marco Huber              |  |
| 99 | Paul Emmering            |  |

Trainer: Deniz Genc

## Erfolge

### National
- Deutscher Meister: 2006, 2007, 2008, 2009, 2010, 2012, 2013, 2014
- Deutscher Zweitligameister: 2024
- Ruhr Cup: 2001, 2003, 2004
- Bären Cup: 2001
- Crocodiles Cup: 1994

### International
- Champions Cup: 2009, 2011
- Euro Cup: 1999, 2003, 2005, 2007, 2009, 2011
- Römer Cup: 2002, 2008, 2013
- Internationales Turnier in Zürich: 2002, 2006, 2012, 2016
- Internationales Turnier in Prag: 2011, 2012, 2017
- Internationales Turnier in München: 2008
- Internationales Turnier in Eindhoven: 2011
- Internationales Turnier in Varese: 2015
- Internationales Turnier in Valkenburg: 2008
- Internationales Turnier in Leiderdorp: 1997